# Щавель аройниколистный
Щавель аройниколистный (лат. Rumex arifolius) — вид травянистых растений рода Щавель (Rumex) семейства Гречишные (Polygonaceae).

## Ботаническое описание
Стебель высотой до 100 см, прямостоячий, прямой, крупно бороздчатый, с крупными до 3 см пленчатыми желтоватыми раструбами которые кончаются на верхушке остроконечием. Листья яйцевиднотреугольные, с острой верхушкой и широко стреловидным основанием с расходящимися в стороны широко треугольными лопастями и тупоугольной широкой выемкой между ними, по краям волнистые. Соцветие метельчатое, состоящее из основного цветоноса дающего несколько кистевидных боковых ответвлений, прижатых к главному цветоносу. Семянка остротрехгранная, темноватая.

## Распространение
Растёт в тундре, в субальпийском и альпийском поясе гор.

## Значение и применение
Охотно поедается северным оленем (Rangifer tarandus). Поедаются преимущественно соцветия, меньше листья.